# Teucholabis praeusta
Teucholabis praeusta är en tvåvingeart som först beskrevs av Osten Sacken 1886.  Teucholabis praeusta ingår i släktet Teucholabis och familjen småharkrankar. Inga underarter finns listade i Catalogue of Life.